# Tinamy
Tinamy (Tinamiformes) jsou řádem ptáků, patřícím do podtřídy běžců. Vzhledem se podobají kurovitým ptákům. Mají silné hrabavé nohy se zakrnělým nebo chybějícím zadním prstem, neobratně létají. Peří na hřbetě je dlouhé a husté, překrývá i krátký ocas. Žijí samotářským životem, živí se hlavně rostlinnou potravou, semeny a spadlými plody, vyhrabanými kořínky. Některé druhy se specializovaly na lov hmyzu, což je obvyklá potrava mláďat všech druhů. Snášejí poměrně velká a pestře zbarvená vejce. Samice jsou větší než samci, vybírají a ochraňují teritorium a také tokají. Na vejcích sedí samci. 46 druhů je rozšířeno v Jižní a Střední Americe.

## Fylogeneze
Tinamy byly původně považovány za hrabavé ptáky, než se prokázala jejich příslušnost k běžcům. V současné době jsou nejčastěji považovány za blízce příbuzné nanduům, případně tvoří klad s vymřelými ptáky moa.

## Taxonomie
Do řádu tinamy patří 9 rodů v jedné čeledi. Další 2 rody jsou vyhynulé. Níže lze nalézt seznam všech 46 žijících druhů uznávaných k roku 2022:
- Čeleď tinamovití (Tinamidae)
  - rod Tinamus
    - tinama tečkovaná (Tinamus guttatus)
    - tinama větší (Tinamus major)
    - tinama černá (Tinamus osgoodi)
    - tinama samotářská (Tinamus solitarius)
    - tinama tao (Tinamus tao)

  - rod Nothocercus
    - tinama horská (Nothocercus bonapartei)
    - tinama bronzovoprsá (Nothocercus julius)
    - tinama tmavohlavá (Nothocercus nigrocapillus)

  - rod Crypturellus
    - tinama černotemenná (Crypturellus atrocapillus)
    - tinama Bartlettova (Crypturellus bartletti)
    - tinama Berlepschova (Crypturellus berlepschi)
    - tinama středoamerická (Crypturellus boucardi)
    - tinama pralesní (Crypturellus brevirostris)
    - tinama páskovaná (Crypturellus casiquiare)
    - tinama podrostní (Crypturellus cinereus)
    - tinama skořicová (Crypturellus cinnamomeus)
    - tinama šedonohá (Crypturellus duidae)
    - tinama rudonohá (Crypturellus erythropus)
    - tinama kolumbijská (Crypturellus kerriae)
    - tinama žlutonohá (Crypturellus noctivagus)
    - tinama hnědá (Crypturellus obsoletus)
    - tinama malozobá (Crypturellus parvirostis)
    - tinama tepuová (Crypturellus ptaritepui)
    - tinama malá (Crypturellus soui)
    - tinama brazilská (Crypturellus strigulosus)
    - tinama tataupa (Crypturellus tataupa)
    - tinama světlebrvá (Crypturellus transfasciatus)
    - tinama vlnkovaná (Crypturellus undulatus)
    - tinama pestrobarvá (Crypturellus variegatus)

  - rod Rhynchotus
    - tinama inambu (Rhynchotus rufescens)
    - Rhynchotus maculicollis

  - rod Nothoprocta
    - tinama pokřovní (Nothoprocta cinerascens)
    - tinama křivozobá (Nothoprocta curvirostris)
    - tinama ozdobná (Nothoprocta ornata)
    - tinama andská (Nothoprocta pentlandii)
    - tinama koroptví (Nothoprocta perdicaria)
    - tinama Taczanowského (Nothoprocta taczanowskii)

  - rod Nothura
    - tinama pastvinná (Northura boraquira)
    - tinama Darwinova (Northura darwinii)
    - tinama skvrnitá (Northura maculosa)
    - tinama menší (Northura minor)

  - rod Taoniscus
    - tinama drobná (Taoniscus nanus)

  - rod Eudromia
    - tinama argentinská (Eudromia elegans)
    - tinama chocholatá (Eudromia formosa)

  - rod Tinamotis
    - tinama patagonská (Tinamotis ingoufi)
    - tinama náhorní (Tinamotis pentlandii)